# Karl von Orff
Karl von Orff, también Carl von Orff o Karl von Orff auf Frohburg (10 de diciembre de 1817,  Alzey - 31 de enero de 1895, Wurzburgo), fue un General de Infantería del Reino de Baviera.

## Biografía

### Carrera militar
Von Orff se compromete en 1828 en el cuerpo de los kadetes de Baviera y es asignado el 19 de agosto de 1837 al sexto regimiento de Infantería del Ejército bávaro con el grado de subteniente, pero en el año es reasignado al Regimiento de Infantería de la Guardia Real. En 1847 fue ascendido a ayudante de campo, en 1848 teniente y asistente de brigada. Fue ascendido a capitán en 1850 y asignado con este grado al Estado Mayor en 1855. Ascendido a comandante en 1859, fue contratado en el servicio activo al frente del segundo batallón de cazadores, y luego durante la guerra austro-prusiana fue ascendido al grado de teniente-coronel: después de una breve asignación al Estado Mayor, asumió el mando de la tercera división de Infantería.
La paz volvió, von Orff fue nombrado en 1867 director de la nueva academia militar de Baviera con el grado de coronel. Redacta en 1868 el manual de ejercicios de la Infantería de Baviera y al año siguiente está llamado a presidir una comisión encargada de la revisión del servicio militar. Es promovido general de brigada el 1 de febrero de 1870 y puesto a la cabeza de la 2.ª brigada de Infantería: es como comandante de esta unidad que participa en la Guerra de 1870. Los servicios señalados que presta a la batalla de Frœschwiller le valen la cruz de caballero de la Orden militar de Maximilien-Joseph de Baviera. Su brigada sigue ilustrándose con su valentía en las batallas de Sedán (Bazailles) y Coulmiers, pero juega sobre todo un papel decisivo en los enfrentamientos alrededor de Orleans (Batalla de Loigny). En 1873, von Orff se le atribuye el mando de la 1.ª División, luego el año siguiente el del II cuerpo de ejército bávaro estacionado en Würzburg, del que se convierte en general en 1875. Ascendido al grado supremo de General der Infanterie en 1880, es admitido en el retiro; en abril de 1890, es admitido en el marco de la "puesta a disposición", que en Alemania es un favor reservado a los oficiales más valientes. En reconocimiento a los servicios prestados al reino, el Príncipe-Regente Luitpold lo eleva al rango de gran cruz de la Orden del Mérito de Baviera.

### Familia
Orff estaba casado con Franziska (Fanny) von Schelling, hija del escritor Friedrich Wilhelm Gotter y prima del ministro prusiano de Justicia Hermann von Schelling. Su hija Karoline Johanna von Orff (1855-1912) se casó con Otto Kreß von Kressenstein, futuro general y ministro bávaro de la guerra, en 1879.
No hay relación con el mayor general Karl Maximilian von Orff (1828-1905), el abuelo del compositor Carl Orff, pero sólo el mismo nombre.

## Anexos